# Giacomo Moncada
Giacomo Moncada Marini, principe di Calvaruso (Messina, 5 settembre 1678 – Napoli, 27 agosto 1743), è stato un nobile, politico e militare italiano al servizio del Regno di Spagna.

## Biografia
Nacque a Messina il 5 settembre 1678, da Guglielmo dei Principi di Calvaruso, e da Francesca Marini dei Duchi di Gualtieri, quest'ultima di nobile famiglia messinese di origini genovesi. Unico maschio di quattro figli, succedette al nonno paterno Giacomo Moncada Saccano nel titolo di Principe di Calvaruso, di cui ebbe investitura il 22 agosto 1692.
Moncada fu Regio secreto di Messina e colonnello di fanteria spagnola. Al servizio della Casa reale borbonica, fu Gentiluomo di Camera del Re di Napoli e Sicilia, e suo cavallerizzo maggiore, e Maggiordomo della Regina di Napoli e Sicilia. Principe della Reale Accademia Peloritana dei Pericolanti di Messina, fu autore di sonetti in lingua siciliana. Il Principe di Calvaruso fu anche governatore dell'Arciconfraternita degli Azzurri di Messina (1698-99).
Morì a Napoli il 27 agosto 1743.

### Matrimoni e discendenza
Giacomo Moncada Marini, III principe di Calvaruso, sposò la nobildonna Anna La Rocca Di Giovanni, figlia di Pietro, principe di Alcontres, da cui ebbe la seguente discendenza:
- Francesca (1696-1765), che sposò Cesare Antonio Cigala, principe di Tririolo;
- Guglielmo, IV principe di Calvaruso (1696-1766), che sposò Geronima Di Giovanni Pagano dei Duchi di Saponara, da cui ebbe due figli, Vincenzo e Anna;
- Antonia, che sposò Giovanni Bonanno, duca di Floridia;
- Pietro, I principe di Castelbianco e Montecateno (1704-1774), che sposò Anna Maria Natoli, principessa di Sperlinga, da cui ebbe un figlio, Francesco;
- Tommaso (1710-1762), monaco domenicano, che fu Arcivescovo di Messina e Patriarca latino di Gerusalemme.[3]